# Edgar de Wahl
 (février 2023).
Pour les articles homonymes, voir Wahl (homonymie).
Edgar de Wahl (de son nom originel Edgar von Wahl), né à Olviopol le 23 août 1867 et mort le 9 mars 1948 à Talinn, est un linguiste germano-balte connu pour avoir créé l'occidental, une langue auxiliaire internationale aussi connue sous le nom d'interlingue.

## Biographie

### Jeunesse
Edgar de Wahl a lui-même raconté comment, dans son enfance, il parlait allemand en famille, russe à l'école et estonien dans la rue ; il profitait aussi de la présence d'une domestique française pour s'exercer en français. Il apprit par la suite le latin et le grec au lycée. 
Passionné par l'étude des langues, il aurait d’abord souhaité s'y consacrer mais les cours de linguistique à l'université ne lui convenant pas, il préféra suivre son goût pour la mer et étudier les mathématiques, l'astronomie et la physique pour devenir officier de marine. Par la suite il fut professeur de physique jusqu'à sa retraite, tout en enseignant également le dessin; mais son goût persistant pour l'étude des langues l'amena à se pencher sur la question des langues artificielles.

### Carrière
Fin 1887 ou début 1888 il suivit une conférence donnée par un collègue de son père, l'ingénieur Rosenberger (le futur créateur de l'idiom neutral), sur le volapük qui était alors en vogue. Il constata qu'il était possible de le lire et de l'écrire assez facilement mais qu'il était beaucoup plus difficile de le parler en raison de la trop grande similitude entre les mots et les affixes. Il n'en commença pas moins à composer un dictionnaire de marine mais, ayant appris l'existence de l'espéranto, il passa bien vite à cette nouvelle langue. Pendant quelques années il pratiqua la nouvelle langue, essayant de convaincre Zamenhof de la nécessité de réformer sa langue et échangea à ce sujet une correspondance perdue : aucun des deux n'imaginait que ces lettres pussent avoir un jour de l'intérêt. Lors du vote sur la proposition de réforme, en 1894, il se prononça pour des changements profonds et il aurait voulu aller encore plus loin. Quand la réforme fut repoussée, à la majorité, il perdit tout intérêt pour l'espéranto et commença son propre travail de recherche.

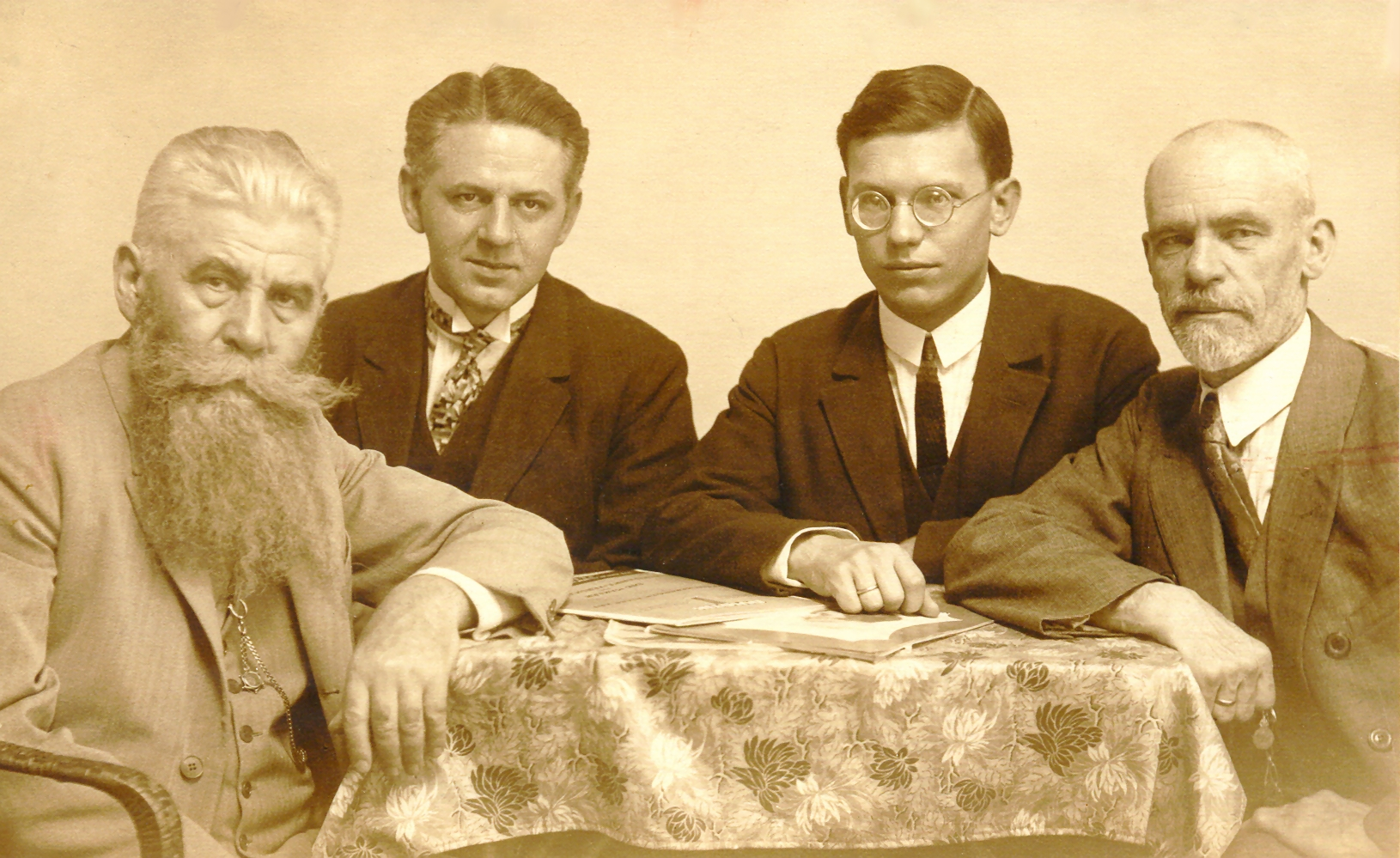
Edgar de Wahl (à droite) avec Hans Hörbiger, Johann Robert Hörbiger et Engelbert Pigal lors d'une réunion occidentaliste en 1927.

C'est en 1922 qu'il publia les principes de sa nouvelle langue et fit paraître le premier numéro d'une revue intitulée Kosmoglott (puis Cosmoglotta), rédigée en occidental. Les années suivantes, de Wahl prit part aux discussions autour de l'occidental, permettant à la langue d'évoluer selon les remarques de ses utilisateurs.

### Fin de vie
Quand commença la Seconde Guerre mondiale il n'eut plus que des relations intermittentes avec le mouvement occidentaliste, alors centralisé en Suisse. Après la première invasion de l'Estonie par les Soviétiques, sa femme fut arrêtée et disparut ; quand les Allemands leur succédèrent en 1941, il put renouer quelques contacts et c'est avec quelques amis venus de Suisse qu'il put célébrer, sinon fêter, son 75e anniversaire. Après le bombardement de sa maison, il dut se réfugier dans un sanatorium où il partageait la chambre d'un individu inculte et brutal. Il n'en continua pas moins à travailler, mais tous les papiers qu'il écrivit alors ont été perdus.
Le retour définitif des Soviétiques brisa tout contact entre lui et ses disciples. Ses amis essayaient de le joindre en lui écrivant en français pour ne pas éveiller la suspicion et en n'employant jamais le mot « occidental », qui pouvait être mal pris ; seule une lettre leur parvint un jour, leur demandant pourquoi ils ne lui répondaient jamais. Finalement la dernière lettre envoyée revint avec la mention que le destinataire était décédé. Ce qui est étrange, c'est que ses conceptions interlinguistiques se rapprochaient d'une certaine manière de celles de Staline. Selon Staline, en effet, il y aura d'abord des langues zonales (en) qui se seront dégagées des centaines de langues nationales en contact. « Ensuite, nous dit-il, les langues zonales fusionneront en une seule langue internationale commune, qui ne sera naturellement ni l'allemand, ni le russe, ni l'anglais, mais une langue nouvelle qui aura absorbé les meilleurs éléments des langues nationales et zonales »… Et l'occidental aurait fort bien pu être une de ces langues zonales provisoires, Pierre Burney le dit expressément au sujet de l'interlingua). On sait que le « chef génial » s'occupait de tout, mais le linguiste et le dictateur se sont ignorés jusqu'à la fin.

## Occidental

### Contexte
Les efforts de De Wahl pour créer une nouvelle langue idéale pour la communication internationale ont commencé par un intérêt général pour les langues artificielles dans l'Empire russe à la fin du XIXe et au début du XXe siècle. De Wahl s'est d'abord intéressé au Volapük récemment créé en 1887 en étant initié à la langue par le collègue de son père, Waldemar Rosenberger, à Saint-Pétersbourg. Il est devenu un défenseur actif de Volapük, recevant le titre de "chacun de Volapük" et a commencé à compiler un lexique maritime à Volapük (bien que ce projet n'ait jamais été achevé). Au début de 1888, il a été initié à l'espéranto et y est passé.
Le linguiste estonien Paul Ariste a écrit que de Wahl s'est rapidement fait l'avocat du créateur de l'espéranto, l'ophtalmologiste L. L. Zamenhof, et son travail après avoir pris connaissance de le premier manuel d'espéranto, publié en 1887.  Il a rapidement influencé la grammaire de l'espéranto et son vocabulaire. De Wahl a également été l'un des fondateurs de Espero, la première société d'espéranto de Russie fondée à Saint-Pétersbourg en 1891, et est devenu correspondant du magazine La Esperantisto. Il a traduit le russe fiction en espéranto et compilé un dictionnaire espéranto-espagnol.,
Cependant, de Wahl ne s'aligne pas définitivement sur l'espéranto, commençant la recherche d'une nouvelle langue artificielle :

« Il avait un caractère agité, toujours quelque chose de nouveau. En raison de ce trait, quand il était plus jeune, il avait été de plus en plus enclin à préconiser de nouvelles conceptions pour les langues artificielles. [...] »

— Paul Ariste en 1967.
De Wahl s'est éloigné de l'espéranto après que les propositions de réforme de la langue (dont de Wahl était fortement en faveur, en ayant proposé lui-même) ont été rejetées par la plupart Les espérantistes en 1894. Selon Ojalo, de Wahl considérait également l'espéranto comme une langue "a priori" (originale, contrairement à une langue plus naturaliste langages, tels que Euroclones). Il a conclu que la langue internationale idéale devrait être plus naturaliste et compréhensible même pour ceux qui ne l'avaient pas apprise. De Wahl considérait également l'espéranto comme trop démocratique, ce qui menaçait la culture occidentale.

### Création et présentation

Le symbole d'interlingue

De Wahl a fait les premiers pas pour créer une nouvelle langue dans les dernières années du XIXe siècle. En 1896 et 1897, il publie deux articles dans le magazine hanovrien Linguist, dans lesquels il présente ses idées. À peu près à la même époque, Waldemar Rosenberger, qui était à l'époque président de l'Académie Volapük, a présenté aux membres de l'académie une nouvelle langue de sa propre création, Idiom Neutral. À partir de 1906, Rosenberger publie également le magazine Progress , dans lequel de Wahl fait ses propres propositions de réformes de la langue, que Rosenberger adopte un an plus tard en 1907. Malgré la réforme, l'Idiom Neutral ne gagne pas en popularité. Parallèlement, de Wahl a développé une nouvelle langue auxiliaire internationale, basée sur les langues romanes, appelée Auli, un acronyme pour Auxiliari Lingue International dans cette langue (français: langue auxiliaire internationale), qui deviendra plus tard l'étape intermédiaire de l'occidental. de Wahl a introduit Auli en 1909 dans la revue Academia pro Interlingua – Discussiones. En 1911, de Wahl a formulé la règle de formation des mots (connue sous le nom de règle de De Wahl) qui formerait la base d'Occidental.
Le symbole d'Occidental, représentant un tilde encerclé, a été introduit avant 1934 et a été sélectionné parmi plusieurs variantes pour sa simplicité et son symbolisme.

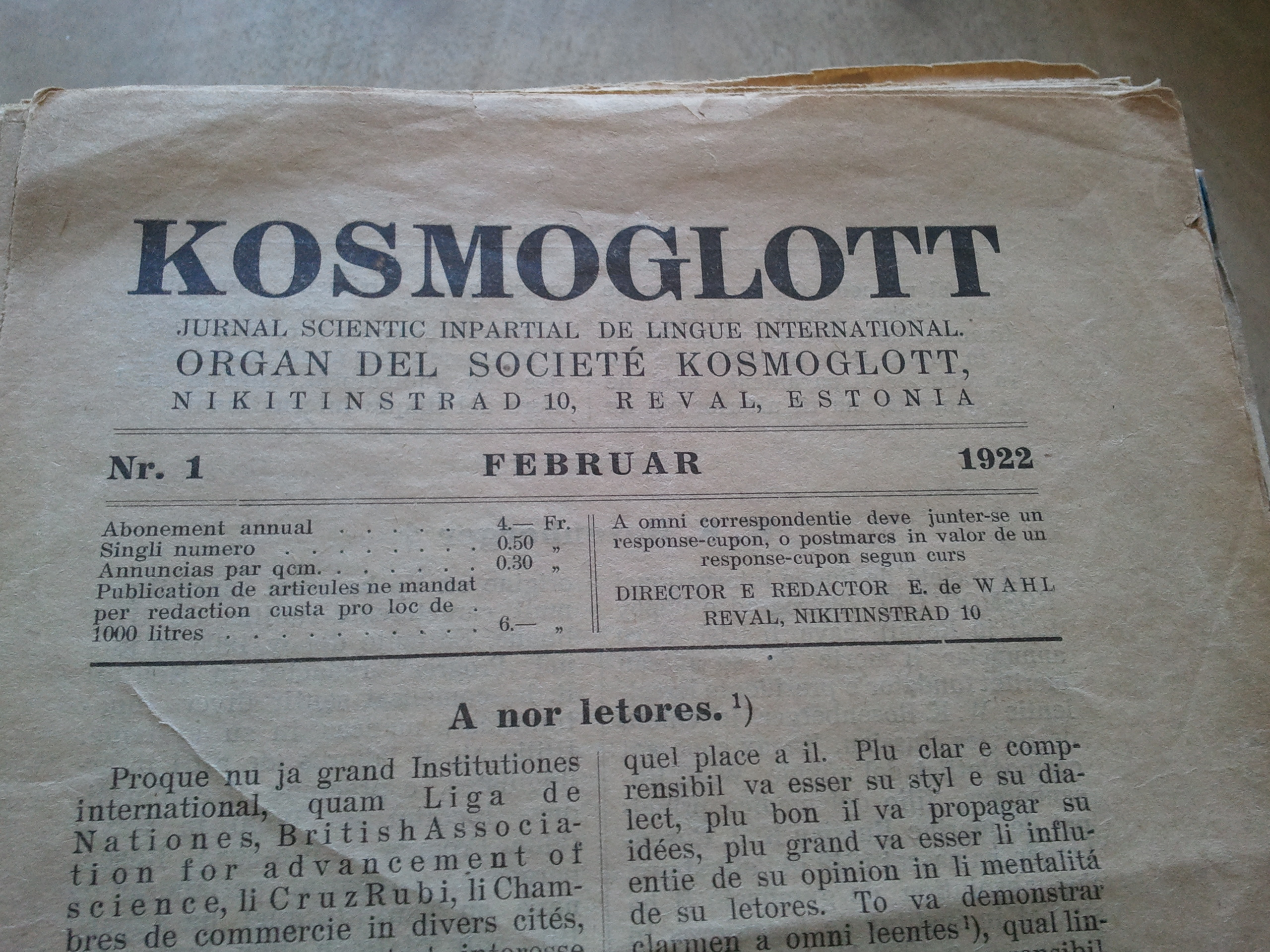
Premier numéro du magazine Kosmoglott publié en février 1922.

En 1916, des passionnés du langage artificiel russe fondent l'association Kosmoglot à Saint-Pétersbourg. De Wahl n'était pas l'un de ses fondateurs, mais l'a rejoint plus tard, tout comme le linguiste estonien Jakob Linzbach. De Wahl est devenu un porte-parole de «l'école naturaliste» de l'association; ouvrant ainsi la voie à la création d'Occidental. Avec les événements révolutionnaires de 1917 et le départ de ses membres de Saint-Pétersbourg, les activités de l'association s'estompent, se terminent entièrement en 1921, mais reprennent à Tallinn la même année. Les activités de l'association ont été relancées par de Wahl avec Linzbach, et le nom de l'association a été changé en Kosmoglott. Des liens ont été maintenus avec les anciens membres de l'association, qui opéraient dans plusieurs pays européens. De Wahl est également rédacteur en chef du magazine Kosmoglott publié par l'association de 1922 à 1926. Dans son premier numéro, de Wahl présente le langage artificiel qu'il a créé, Occidental. De 1923 à 1928, il promeut également la langue dans la série Occidental, unic natural, vermen neutral e max facil e comprensibil lingue por International relationes. Wahl a publié un livre en 1925 intitulé Radicarium directiv del lingue International (Occidental) en 8 lingues,,.

### Diffusion

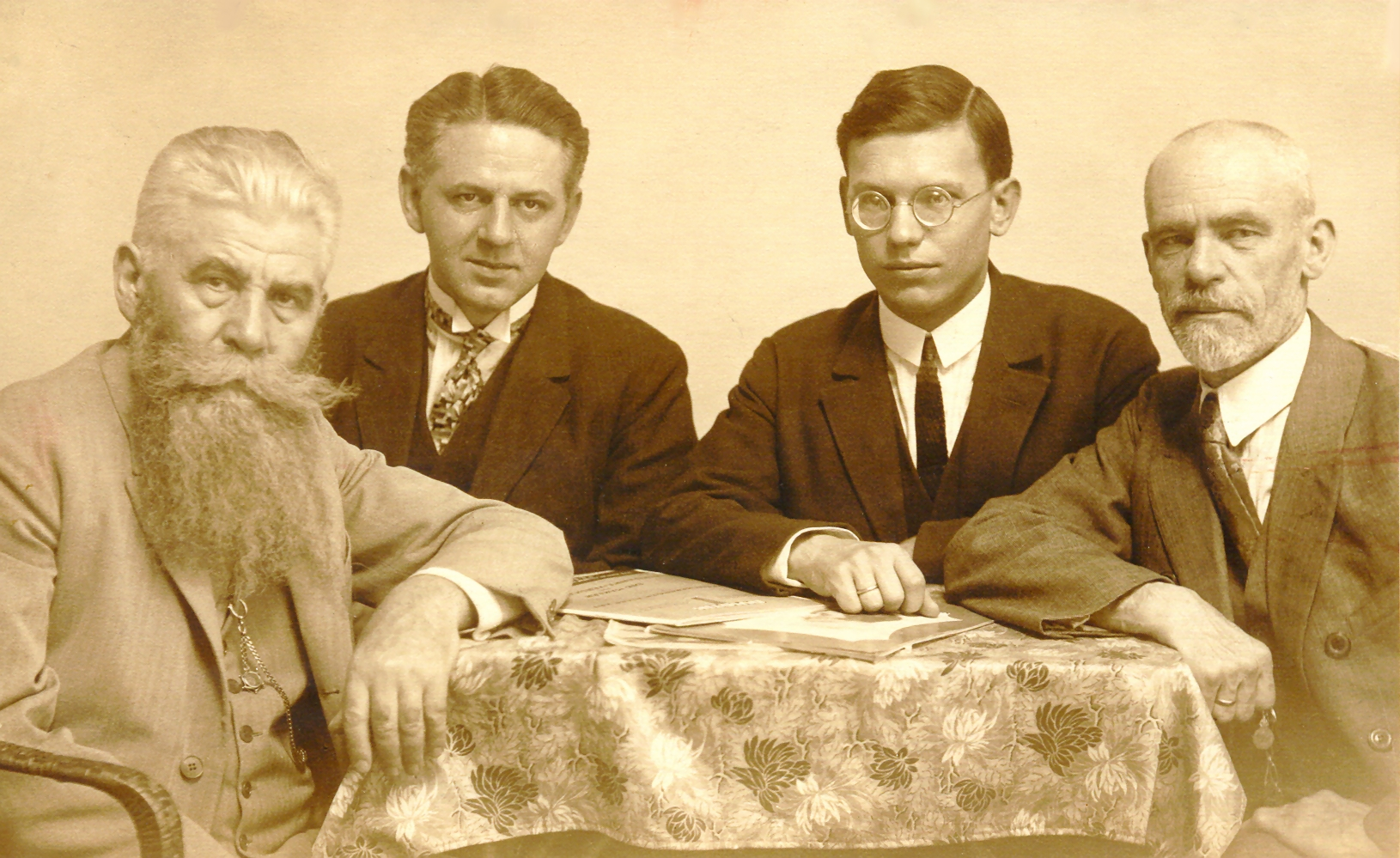
De Wahl avec les Occidentalistes à Vienne en 1927 : de gauche à droite Hanns et Johann Robert Hörbiger, Engelbert Pigal et de Wahl

Le premier numéro de la revue Kosmoglott contenait une lettre envoyée à la Société des Nations le 5 septembre 1921, recommandant l'introduction d'une langue parfaite qui serait facilement acquise, pas nécessairement la langue planifiée la plus courante, pour la communication entre les peuples. Afin de trouver une langue appropriée, il a été recommandé qu'un concours soit organisé et que les candidats soient évalués par un comité d'experts convoqué par la Société des Nations. La proposition n'a pas été examinée par la Société des Nations.
Malgré cet échec, la langue occidentale attire les interlinguistes ; en particulier les passionnés d'Ido (les espérantistes sont restés fidèles à leur langue). Selon Ariste, des conflits internes parmi les Idistes et un appel personnel de de Wahl ont conduit beaucoup à promouvoir la langue. Parallèlement à la croissance de la popularité de la langue, l'activité de l'association Kosmoglott a diminué et en décembre 1928, un événement en commémoration de Waldemar Rosenberger, décédé 10 ans plus tôt, a eu lieu étant le dernier événement plus important de la société.

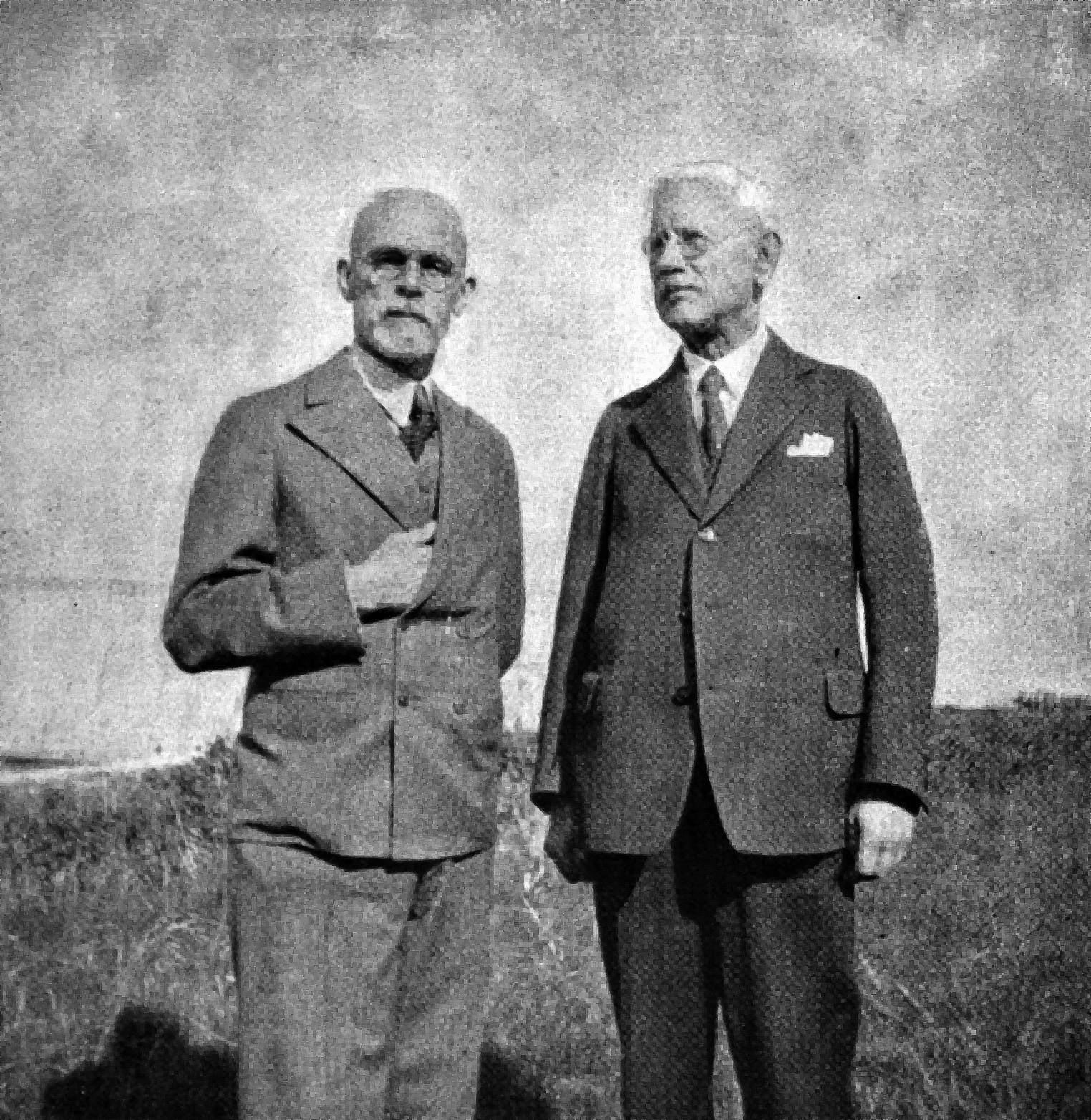
Edgar de Wahl (à gauche) et Otto Jespersen

Cependant, au cours des années 1920, de nouvelles sociétés occidentales émergent. En 1927, l'International Cosmoglotta Association est fondée, rebaptisée un an plus tard Occidental-Union. À partir de 1927, Kosmoglott commença à être publié à Vienne (au lieu de Tallinn) sous le nouveau nom de Cosmoglotta. Dans le dernier numéro publié à Tallinn, de Wahl a publié, entre autres, le poème de Lydia Koidula sous le titre "Max car donation" (Dearest Gift). Le succès de la nouvelle langue a apporté une renommée internationale à de Wahl. Il s'exprima publiquement dans divers pays européens et communiqua étroitement avec des linguistes. En 1939, il était probablement le seul Estonien à être invité à la 5e Conférence linguistique à Bruxelles. Pendant ces périodes, il était en discussions actives avec le linguiste danois et auteur d'une autre langue planifiée Novial Otto Jespersen qui a abouti à leur rencontre et à la publication de ses résultats dans un livre séparé,. Cependant, contrairement à Jespersen, de Wahl était un linguiste amateur. Ses activités linguistiques n'ont jamais atteint des problèmes linguistiques théoriques plus larges, mais se sont limitées à la construction de sa propre langue artificielle et à la résolution de problèmes connexes.
Bien qu'Occidental ait connu un succès significatif à la fin des années 1920 et dans les années 1930, il n'a jamais atteint la popularité de l'espéranto. Contrairement à l'espéranto, qui est devenu une langue populaire parmi les mouvements ouvriers, les locuteurs occidentaux de l'entre-deux-guerres étaient principalement des intellectuels d'Europe occidentale. Plus tard, près et après la mort de de Wahl, des discussions ont commencé parmi les Occidentalistes sur l'opportunité de changer le nom de la langue. Ric Berger, un Occidentaliste de premier plan de Suisse, a cité des rapports du bloc de l'Est selon lesquels le nom Occidental était un obstacle à la promotion de la langue. Berger s'était également pris d'affection pour la langue Interlingua qui était sur le point d'être publiée et il a commencé à envisager une possible fusion entre les deux langues. Ces deux facteurs ont convaincu Berger de commencer à préconiser le nouveau nom Interlingue en février 1948. Le changement de nom prit effet en octobre de l'année suivante et l'Occidental-Union devint l'Interlingue-Union, telle qu'elle est aujourd'hui. L'association a sa propre académie et le magazine Cosmoglotta continue d'être publié par l'association.

## Vie privée

### Famille
De Wahl épousa Maria von Hübbenet (la fille du médecin personnel de la grande-duchesse Maria Pavlovna), à Saint-Pétersbourg en 1894. Ils eurent cinq enfants : Johann ou Hans, Guido, Ellen, Anatol et Lydia Maria. Le mariage a été dissous en 1913, après quoi Johann, Guido et Lydia sont restés avec Edgar tandis qu'Anatol est resté avec sa mère, qui a déménagé en Finlande, et quelque temps plus tard, Lydia Maria s'y est également rendue. Les deux fils aînés de De Wahl ont déménagé en Allemagne au début de la Première Guerre mondiale, où ils ont servi dans l'armée. Guido a passé de courtes vacances à Tallinn pendant l'occupation allemande, mais à la fin de 1918, il a disparu. Selon une source, il est mort dans une bataille contre les bolcheviks près de Tukums, en Lettonie, en 1919.
En 1914, de Wahl épousa Agnes Riesenkampff. Comme son mari, Agnès était enseignante, enseignant la gymnastique à Tallinn. En 1917, leur fille Veronika est née. Le sort d'Agnès est longtemps resté flou. En 1946, il a été suggéré qu'elle avait disparu lors des migrations forcées de juin 1941, mais on sait maintenant qu'elle a été arrêtée et abattue par le NKVD en 1941.

### Voile
En plus de la linguistique, Edgar de Wahl était un marin amateur. En 1895, il devint membre de l'Estonian Imperial Maritime Yacht Club [et], et dans les années suivantes en fut un membre actif, rejoignant son comité technique et étant le secrétaire du club. Il a produit un annuaire dédié au 25e anniversaire du club en 1913. En 1922, de Wahl est devenu membre honoraire du club. Il a possédé plusieurs yachts au fil des ans, dont l'un, un ketch appelé Auli, qu'il aurait conçu lui-même.

## Publications
- Edgar von Wahl. Flexion und Begriffsspaltung. – Linguist 1896, nr 10.
- Edgar von Wahl. Ausnahmen. – Linguist 1897, nr 3.
- Edgar von Wahl. [Idiom neutral reformed]. – Progres 1906, nr 6.
- Julian Prorók. Ketzereien: Keimzellen einer Philosophie. Tartu, Leipzig 1906.
- Edgar von Wahl. AULI = Auxiliari lingue International. – Discussiones 1909, nr 1-2.
- Edgar von Wahl. Li leges de derivation en verbes. - Lingua Internationale 1911, nr 1.
- Edgar von Wahl. Kaiserlicher Estländischer See-Yacht-Club: historische Übersicht 1888-1913. Tallinn 1913.
- Edgar von Wahl. Qual instructiones da nos li historie de lingue universal. – Kosmoglott 1922, nr 1, lk 6–8.
- Edgar von Wahl. Radicarium directiv del lingue international (occidental): in 8 lingues. Tallinn 1925.
- Edgar von Wahl. Interlinguistic reminiscenties. – Cosmoglotta 1927, nr 41, lk 54–64.
- Edgar von Wahl. Occidental: gemeinverständliche europäische Kultursprache für internationalen Verkehr: Begründung, Grammatik, Wortbildung, vergleichende textproben. Tallinn, Viin 1928.
- Edgar von Wahl, Otto Jespersen. Discussiones inter E. de Wahl e O. Jespersen. Chapelle 1935.
- Edgar von Wahl. Spiritu de interlingue. Cheseaux/Lausanne, 1953.